# Хей, Джордж Густав

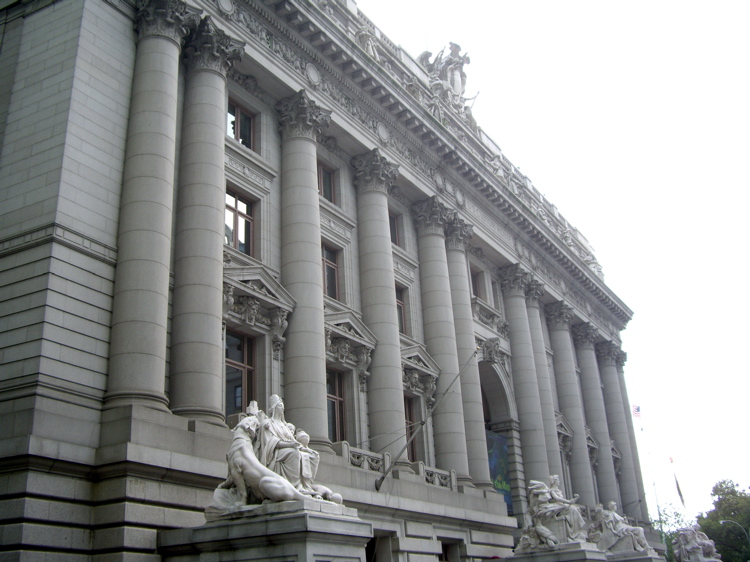
Центр Джорджа Густава Хея в Нью-Йорке — филиал Национального музея американских индейцев

Джордж Густав Хей, англ. George Gustav Heye (1874 — 20 января 1957) — коллекционер индейских артефактов. Его коллекция стала основой для формирования Национального музея американских индейцев, нью-йоркское подразделение которого носит его имя.

## Биография
Выходец из семьи немецкого эмигранта, заработавшего состояние в нефтяной промышленности.
Окончил Колумбийский колледж (ныне Колумбийский университет) в 1896 г. по специальности «электротехника». Работая ответственным за техническую часть сооружения железной дороги у г. Кингман в штате Аризона в 1897 г., он приобрёл рубаху из оленьей шкуры, изготовленную индейцами-навахо. Эта рубаха стала первым предметом его «индейской» коллекции. До 1903 г. он приобретал отдельные предметы, затем занялся их оптовым приобретением. Одновременно с 1901 г. он занялся инвестиционно-банковским бизнесом и продолжать заниматься им до 1909 года.
В 1915 г. Хей совместно с Ф. Ходжем и Дж. Пеппером занимался раскопками кургана Накучи в округе Уайт, штат Джорджия. Раскопки производились на средства Фонда Хея, Музея американских индейцев и Бюро американской этнологии, и были на тот момент одним из наиболее подробных исследований американской древности. По результатам раскопок в 1918 г. была опубликована книга The Nacoochee Mound In Georgia с многочисленными фотографиями.
В начале XX века Хей владел крупнейшей в мире частной коллекцией индейских артефактов. Первоначально коллекция хранилась в его собственной квартире на Мэдисон-авеню в Нью-Йорке, а позднее для её хранения было арендовано отдельное помещение. К 1908 г. он стал публично называть коллекцию «Музей Хея», нередко предоставлял экспонаты для выставок в музей, ныне известный как Музей археологии и антропологии Пенсильванского университета в г. Филадельфия. В 1916 г. он приобрёл у Дж. Стэндли, владельца Ye Olde Curiosity Shop, коллекцию аляскских артефактов, которая завоевала золотую медаль на выставке этнологических коллекций Аляски, Юкона и Тихоокеанского побережья в 1909 г. В мае 1916 г. в Нью-Йорке был официально основан Музей американских индейцев Хея, который расположился на углу 155-й улицы и Бродвея. Хей оставался его директором до 1956 года. В 1919 г. Хей основал журнал индеанистики Indian Notes and Monographs. Музей открылся для публики в 1922 г. и закрылся в 1994 г. — вместо него в нижнем Манхеттене, в здании бывшей портовой таможни, был открыт Центр Дж. Г. Хея как филиал Национального музея американских индейцев в Вашингтоне.

## Публикации
- George G. Heye, Frederick W. Hodge, and George H. Pepper, The Nacoochee Mound in Georgia. New York: Museum of the American Indian, Heye Foundation, 1918.